# إتاينغ
إتاينغ (بالفرنسية: Étaing) هي بلدية تقع في إقليم باد كاليه من منطقة نور با دو كاليه في شمال فرنسا. تبلغ مساحة هذه المدينة 5.1 (كم²)، وترتفع عن سطح البحر 43 م، يبلغ عدد سكانها 367 نسمة حسب إحصاء المعهد الوطني للإحصاء والدراسات الاقتصادية سنة 2009 م. وترأس Daniel Lepoivre البلدية خلال فترة (2008-2014).